# Меттью Джі
Ме́ттью Джі, мол. (англ. Matthew Gee Jr.; 25 листопада 1925, Х'юстон, Техас — 18 липня 1979, Нью-Йорк) — американський джазовий тромбоніст.

## Біографія
Народився 25 листопада 1925 року в Х'юстоні, штат Техас. Його батько грав на контрабасі, а брат Герман на тромбоні. У дитинстві грав на трубі, потім на баритон-горні; зазнав вплив Траммі Янга, коли почув його гру, у віці 11 років почав грати на тромбоні. Навчався в коледжі Університету штату Алабама, потім в Гартнетт Студіос в Нью-Йорку. Грав з Коулменом Гокінсом; після проходження служби в армії з 1946 року виступав з Діззі Гіллеспі, також грав на баритон-горні.
Наприкінці 1940-х виступав з трубачем Джо Моррісом, з гуртом Джином Еммонсом-Сонні Стіттом (1950). Приєднався до Каунта Бейсі (вісім місяців у 1951), Іллінойсом Жаке (1952—54). У 1950-х працював у багатьох клубах Брукліна; з Сарою Вон їздив на гастролі до Європи (1956); потім грав з Гіллеспі (на короткий термін в складі його гурту зразка 1957 року). У 1956 році записав дебютну як соліст сесію Jazz by Gee на лейблі Riverside. Щопонеділка виступав у клубі Birdland's; працював в штатному гурті клубу Apollo's (1959).
Грав з Дюком Еллінгтоном (1959—63); написав декілька композицій. У 1963 році записав з Джонні Гріффіном спільний альбом Soul Groove на лейблі Atlantic. У подальші роки час від часу виступав з невеликими гуртами, зокрема з Полом Квінішеттом, Бруксом Керром.
Представник нампрямку боп, зазнав впливу Дж. Дж. Джонсона і Бенні Гріна. Автор композицій «Wow», «Gee!».
Помер 18 липня 1979 року в Нью-Йорку.

## Дискографія
- Jazz by Gee (Riverside, 1956)
- Soul Groove (Atlantic, 1963) з Джонні Гріффіном